# Altoona (Kansas)
Altoona – miasto w Stanach Zjednoczonych, w stanie Kansas, w hrabstwie Wilson.